# Il Regno (rivista 1903)
Il Regno fu un settimanale fondato da Enrico Corradini e pubblicato a Firenze dal 29 novembre 1903 al dicembre 1906.
Esso si vanta di annoverare tra le sue componenti l'ideologia dell'irrazionalismo nazionalistico e antiparlamentare in un quadro aggressivo definito di "riscossa" borghese.
Ne furono collaboratori, oltre a Giovanni Papini (caporedattore) e Giuseppe Prezzolini, Mario Calderoni, Giuseppe Antonio Borgese, Mario Morasso,  Vilfredo Pareto che, con la sua teoria delle élite, fece da supporto ideologico alla strategia di Corradini.
I temi trattati furono essenzialmente politici e, soprattutto nei primi anni, con preferenza sulla necessità dell'espansione coloniale.
Quando nel marzo del 1905 prese la direzione del settimanale  Alderico Campodonico, il problema dell'irredentismo divenne centrale.
Il proposito di questa rivista, così come per Il Leonardo e Hermes, aveva un dato comune  che era quello di dare la possibilità ad un gruppo di intellettuali di riunirsi, educare e soprattutto agitare le acque.